# Conquête ottomane de Lesbos
Expansion de l'Empire ottoman
La conquête de Lesbos par les Ottomans a lieu en septembre 1462. L'Empire ottoman, sous la direction du sultan Mehmed II, assiège la capitale de l'île, Mytilène. Après sa reddition, les autres forts de l'île se rendent également. Cet événement met fin à la seigneurie génoise semi-indépendante que la famille Gattilusi avait établie dans le nord-est de la mer Égée depuis le milieu du XIVe siècle, et annonce le début de la première guerre vénéto-ottomane l'année suivante. 
Au milieu du XIVe siècle, la famille Gattilusi établit une seigneurie autonome sous suzeraineté byzantine sur Lesbos. En 1453, les domaines des Gattilusi englobent la plupart des îles du nord-est de la mer Égée. Cependant, après la chute de l'Empire byzantin en 1453, Mehmed II commence à réduire les possessions des Gattilusi. À la fin de 1456, seule Lesbos reste aux mains des Gattilusi, en échange d'un tribut annuel au sultan. En 1458, Niccolò Gattilusio prend le contrôle de l'île des mains de son frère et commence à se préparer à une éventuelle attaque ottomane. Cependant, malgré ses appels, aucune aide n'est apportée par les autres puissances occidentales. Mehmed II commence sa campagne contre Lesbos en août 1462 et les Ottomans débarquent sur l'île le 1er septembre. Après quelques jours d'escarmouches, les Ottomans acheminent leur artillerie et commencent à bombarder le château de Mytilène. Le huitième jour, les Ottomans s'emparent des fortifications du port et, deux jours plus tard, de la ville basse de Melanoúdi. À ce moment-là, la panique s'installe parmi les défenseurs, et leur volonté de continuer à résister s'effondre. Niccolò Gattilusio cède le château et le reste de l'île le 15 septembre, en promettant de recevoir des domaines de valeur équivalente. En fait, il est emmené à Constantinople, où il est bientôt étranglé. Malgré les promesses, de nombreux défenseurs sont exécutés et une grande partie des habitants sont emmenés comme esclaves, comme domestiques dans le palais du sultan ou pour aider à repeupler Constantinople. La domination ottomane sur Lesbos dure, avec des interruptions mineures, jusqu'en 1912.

## Les Gattilusi et les Ottomans
Au Moyen Âge, l'île de Lesbos fait partie de l'Empire byzantin. Dans les années 1090, l'île est brièvement occupée par l'émir turc Zachas. Au XIIe siècle, l'île devient une cible fréquente des raids de pillage de la république de Venise. Après la quatrième croisade (1202-1204), l'île passe à l'Empire latin de Constantinople, mais est reconquise par l'Empire de Nicée, peu après 1224. En 1354, elle est concédée comme fief au Génois Francesco I Gattilusio. Les Gattilusi règnent également sur l'antique ville de Phocée, en Anatolie, et sur la ville d'Enez en Thrace, mais dans les années 1430, avec le déclin précipité de la puissance byzantin, elle s'empare également de Thasos et de Samothrace.
La chute de Constantinople, en 1453, au profit du jeune et ambitieux sultan ottoman Mehmed II marque un tournant pour la région. Les Gattilusi en profitent pour s'emparer de l'île de Lemnos, mais le sultan exige désormais des souverains de Lesbos un tribut annuel de 3 000 pièces d'or et de 2 325 pièces d'or supplémentaires pour Lemnos. La position de vassalité est confirmée en 1455, lorsqu'une flotte ottomane commandée par Hamza Bey fait le tour des îles de la mer Égée orientale : Domenico Gattilusio (en), le souverain de Lesbos, envoie son secrétaire grec, l'historien Doukas, à la rencontre de la flotte avec de riches cadeaux et des témoignages d'amitié et de dévouement. Domenico a récemment succédé à son père ; lorsqu'il envoie Doukas au Sultan avec le tribut habituel peu après la visite de Hamza, Doukas fut reçu avec la demande que Domenico lui-même vienne devant Mehmed pour faire confirmer sa succession. Dominique s'exécuta, mais fut contraint de céder Thasos, d'accepter une augmentation du tribut pour Lesbos à 4.000 pièces d'or, et de s'engager à poursuivre les pirates catalans qui infestaient la côte anatolienne en face de Lesbos,.
Cela n'empêche pas le sultan de s'emparer de l'ancienne Phocée, en décembre, et d'attaquer les domaines du cousin de Domenico, Dorino II Gattilusio (en), en janvier 1456 : Mehmed II lui-même s'empare d'Enez, tandis que son amiral Yunus Pacha prend les îles d'Imbros et de Samothrace,. Lemnos, gouvernée par le frère cadet de Domenico, Niccolò Gattilusio, est également perdue lorsque la population locale se rebelle au printemps 1456 et demande l'aide des Ottomans,. Lesbos elle-même est épargnée du même sort, dans un premier temps, en partie à cause de l'impuissance générale des puissances chrétiennes de la mer Égée qui n'opposent aucune menace immédiate, et en partie parce que l'attention de Mehmed II est détournée vers le nord, vers ses guerres avec le despotat de Serbie et le royaume de Hongrie. À l'automne 1456, un escadron papal commandé par le cardinal Ludovico Trevisano s'empare des îles de Lemnos, Thasos et Samothrace,. Bien que les Gattilusi n'aient rien à voir avec cela, à l'été 1457, Mehmed II envoie sa flotte attaquer Lesbos. L'attaque des Ottomans sur Méthymne échoue cependant face à une résistance déterminée, et avec l'aide des navires de Trévise,.
À la fin de l'année 1458, Niccolò Gattilusio, qui avait trouvé refuge à Lesbos, dépose et étrangle son frère aîné, usurpant ainsi le pouvoir sur l'île. En plus de la tolérance de Niccolò envers les activités pirates des Catalans, cela sert de prétexte parfait à Mehmed II pour capturer Lesbos,. En préparation de la campagne à venir, le sultan commence une expansion de sa flotte et initie de vastes travaux autour de Constantinople et des Dardanelles, afin de sécuriser une base d'opérations imprenable pour sa marine. Niccolò Gattilusio envoie plusieurs émissaires pour solliciter l'aide de Gênes, de la papauté et d'autres États européens, mais sans grand résultat. Les rivalités politiques entre les familles génoises font que ni la métropole, ni la colonie génoise voisine de Chios, qui s'était autrefois engagée à fournir 300 hommes lorsque Lesbos était menacée par une attaque ottomane, ne sont disposées à venir en aide aux Gattilusi,. Entre-temps, les Ottomans parviennent à récupérer les îles perdues par Trévise (1459) et à soumettre le despotat byzantin de Morée (1460), cimentant leur contrôle sur la Grèce continentale. Le dernier despote de la Morée, Démétrios Palaiologos, reçoit en apanage les anciens domaines des Gattilusi. Niccolò prend néanmoins soin de renforcer le château de Mytilène, en amassant des provisions et en creusant « des tranchées, des douves et des monticules de terre », selon Doukas ; activité qui est probablement à l'origine d'une inscription incorporée dans les murs du château et datée de 1460.

## Conquête de Lesbos

### Forces en opposition

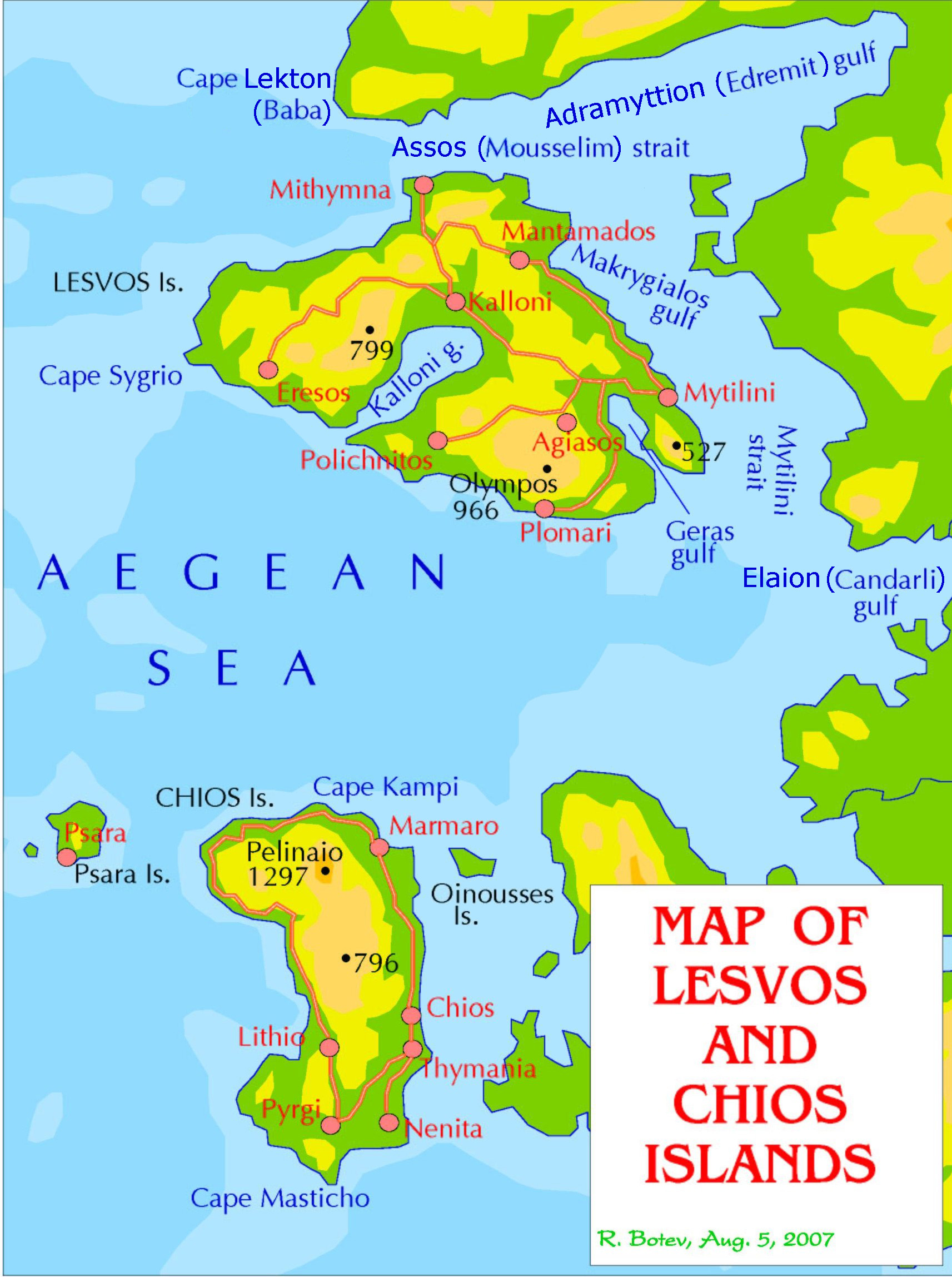
Carte de Lesbos (au nord), Chios (au sud) et la côte turque (à l'est) (masquée par l'écriteau).

En août 1462, Mehmed II se rend en Anatolie. Après avoir visité les ruines de Troie - où, selon Critobule d'Imbros, il a l'inspiration de se considérer comme le vengeur des anciens Troyens contre les Grecs - il marche vers Assos, sur la côte en face de Lesbos. Un récit contemporain des Hospitaliers, rédigé quelques semaines plus tard, chiffre son armée à 40 000 hommes. L'armée est accompagnée d'une puissante flotte, dirigée par Mahmud Pacha Angelović,. Les sources diffèrent quant à sa force et sa composition : le récit des Hospitaliers fait état de huit navires « armés de machines de siège » (probablement des canons), 25 galères et 80 navires plus petits . L'archevêque catholique romain de Mytilène, Benedetto, dans une lettre, fait état de cinq navires armés, 24 galères et 96 fustes. Stefano Magno (en) parle de six navires armés, douze galères et 47 fustes. Doukas mentionne sept navires de transport et 60 galères. Laonicos Chalcondyle mentionne 25 galères et 100 navires plus petits. Les rapports vénitiens parlent de 65 navires au total, tandis que Kritoboulos porte leur nombre à 200. 
Doukas situe les défenseurs à 5 000, mais l'archevêque Benedetto affirme que seuls 1 000 étaient présents, dont 70 chevaliers hospitaliers et 110 mercenaires catalans,. Selon Doukas, la ville de Mytilène abrite alors une population civile d'environ 20 000 personnes. Les défenseurs espèrent en outre l'aide des Vénitiens. Une flotte vénitienne commandée par Vettore Cappello (en) se trouve à proximité à Chios, mais son commandant a reçu des instructions strictes pour ne rien faire qui puisse provoquer une guerre avec les Ottomans. Après le début du siège, Cappello et ses 29 galères naviguent vers Lesbos, et auraient pu facilement écraser la flotte ottomane, dont les équipages étaient descendus à terre pour aider au siège, mais ils s'en abstiennent,.

### Siège de Mytilène
Le 1er septembre, la flotte de Mahmud Pacha Angelović arrive sur l'île et accoste dans le port d'Ágios Geórgios. Niccolò Gattilusio envoie des émissaires pour s'enquérir de la raison de leur présence, puisqu'il continue à payer le tribut. Mahmud Pacha Angelović répond en exigeant la reddition de Mytilène et de toute l'île. Mehmed II lui-même traverse avec son armée vers l'île via Agiasmáti et répète sa demande à Niccolò Gattilusio, mais ce dernier répond qu'il ne se soumettra que par la force. Mahmud Pacha Angelović  persuade alors le sultan de retourner en Anatolie et de lui laisser le siège, de peur que la flotte vénitienne ne lui coupe la route sur Lesbos.
L'amiral ottoman débarque des commandos, qui ravagent la campagne, mais capturent peu d'habitants, la plupart étant restés dans les forts de l'île. Au bout de quatre jours, six gros canons arrivent, chacun capable de lancer des projectiles pesant plus de 320 kg. Trois sont placés à la savonnerie près du mur de la ville, un à Saint-Nicolas, un à Saint-Kali, et un dans les faubourgs en face d'une tour barbacane, tenue par un moine et un chevalier hospitalier. Des pierres sont empilées devant elles pour les protéger des projectiles des défenseurs.
Le bombardement dure dix jours et cause de grands dommages aux fortifications : la tour de la Vierge et la partie adjacente des murs sont réduites en ruines, tandis que le canon de Saint-Nicolas est si efficace contre la tour qui garde le port, qu'aucun défenseur n'ose s'en approcher. Le huitième jour, les Turcs s'emparent de la tour à moitié détruite et y hissent leurs bannières rouges.
Les Ottomans concentrent alors leurs efforts sur le château inférieur, appelé Melanoúdi. Celui-ci est défendu par le cousin de Niccolò, Luchino Gattilusio. Ses lieutenants plus expérimentés suggèrent d'y mettre le feu et de l'abandonner, de peur que les Turcs ne s'en emparent et ne l'utilisent pour prendre la citadelle. Luchino, cependant, insiste sur le fait qu'il peut tenir la position. Il tient effectivement pendant cinq jours contre les attaques répétées des Ottomans, bien que les ceux-ci aient réussi une fois à escalader les murs et à emporter un drapeau aragonais comme trophée. Le jour suivant, cependant, un assaut massif de 20 000 Ottomans fait irruption et pousse les derniers défenseurs dans la citadelle. Luchino lui-même s'échappe de justesse, l'épée à la main, et son rapport sur la percée des Ottomans terrifie la population qui s'est réfugiée dans la citadelle.
Leur panique est accrue par le tir d'un énorme mortier, qui détruit des maisons entières, ainsi que ceux qui s'y abritent, et chasse les défenseurs des murs, de sorte qu'ils doivent être incités par de grosses sommes d'argent à braver le feu de l'artillerie ottomane et à réparer les brèches dans les murs. Avec les soupçons qui circulent sur le fait que Luchino et le commandant du château ont montré à Mahmud Pacha Angelović les sections faibles du mur, la discipline s'effondre complètement. Les soldats pénètrent dans les entrepôts et les pillent, s'enivrant de vin et consommant des provisions qui auraient permis au château de tenir pendant une année entière. Lorsque les Janissaires s'installent dans les brèches, ils ne rencontrent qu'une faible résistance. Comme le commente William Miller, « bien que bien pourvu en nourriture et en engins de guerre, il manquait à l'endroit un soldat courageux et expérimenté, qui aurait inspiré l'enthousiasme de la garnison », et après un conseil, il est décidé de se rendre au sultan, à condition que leur vie et leurs biens soient épargnés.

### Reddition et conséquences
Mahmud Pacha rédige un document exposant les conditions de la reddition, et jure par son épée et par la tête du sultan que leurs vies seront sauves. Niccolò Gattilusio exige également qu'on lui donne, en guise de récompense, un domaine de valeur équivalente. Apprenant la reddition, Mehmed II se rend à nouveau sur l'île, où il reste quatre jours. Accompagné des notables de Mytilène, Niccolò Gattilusio remet les clés de la forteresse au sultan et implore son pardon. Mehmed II accepte et lui demande d'ordonner la reddition des autres forts de l'île - Méthymne, Eresós et Agioi Theodoroi (probablement près d'Antissa) - également. Niccolò Gattilusio s'exécute et envoie une lettre portant son sceau aux forts, exhortant leurs garnisons à se soumettre,,. La garnison d'Agioi Theodoroi envoie des émissaires à Cappello pour lui proposer de céder le fort à Venise, mais celui-ci refuse,. Après avoir permis à ses troupes de célébrer leur victoire lors d'une fête arrosée, au cours de laquelle les maisons restantes du quartier de Melanoúdi sont brûlées, Mehmed II installe une garnison de 200 janissaires et 300 fantassins irréguliers (azabs) comme garnison à Mytilène, et confie sa gouvernance au cheikh perse Ali al-Bistami,.
Bien que la vie de tous les habitants de l'île ait été garantie, quelque 300 soldats italiens sont exécutés en tant que pirates en étant coupés en deux - le sultan aurait fait remarquer qu'il honorait ainsi la promesse de Mahmud Pacha d'« épargner leurs têtes »,. La population civile n'est pas touchée dans un premier temps, mais le 17 septembre, les habitants de Mytilène reçoivent l'ordre de défiler devant le sultan et trois greffiers, qui enregistrent leurs noms : 800 garçons et filles sont sélectionnés pour servir dans le palais du sultan, dont la célèbre sœur de Niccolò, Maria, qui est devenue membre du harem du sultan, et son fils Alexios, qui devient page au palais ; tandis que le reste de la population est séparées en trois : les habitants les plus pauvres et les plus fragiles sont autorisés à rester dans leurs maisons, mais les plus forts et les plus sains sont vendus aux enchères comme esclaves aux Janissaires, et la troisième partie, y compris la noblesse de l'île, est expédiée pour repeupler Constantinople,,. Au total, 10 000 habitants de l'île sont violemment déracinés de leurs foyers, et certains d'entre eux périssent dans les navires surchargés qui les transportent vers Constantinople et les marchés aux esclaves. Niccolò Gattilusio lui-même est emmené à Constantinople, ainsi que son cousin Luchino. Ils se convertissent à l'Islam pour tenter de sauver leur vie, mais sont étranglés peu après sur ordre de Mehmed II,.
Lorsque la première guerre ottomano-vénitienne éclate l'année suivante, les anciens domaines des Gattilusi constituent une cible évidente pour les flottes chrétiennes. Mais bien que les Vénitiens aient capturé Lemnos en 1464, puis Imbros, Ténédos et Samothrace, ces conquêtes s'avérent éphémères, car elles sont soit reprises par les Turcs, soit abandonnées à la fin de la guerre. En avril 1464, les Vénitiens d'Orsato Giustiniano assiègent Mytilène, mais sont contraints de se retirer après six semaines d'attaques infructueuses, emmenant avec eux autant d'habitants chrétiens qu'ils le peuvent. L'île reste sous la domination ottomane pendant quatre siècles et demi, jusqu'à sa capture par le royaume de Grèce le 22 novembre 1912, pendant la première guerre balkanique.